# Rotswier
Rotswier (Cladophora rupestris) is een groenwier uit de klasse Bryopsidophyceae. Naargelang de streek wordt het ook wel takwier of donkergroen rotswier genoemd.

## Kenmerken
Rotswier is een stuk kleiner dan veel andere soorten van dit geslacht maar waarschijnlijk wel de best herkenbare. Het vormt struikjes die uit een groot aantal afzonderlijke draden bestaan. Dit wier bereikt een lengte van 10 tot 20 cm.
De Middellandse Zee-soort Cladophora pellucida wordt langer en heeft een fijnere structuur.

## Kleur
Zeer donkergroen.

## Voortplanting
Koloniseert grotere oppervlakken door scheuten vanuit de basis, die op enige afstand weer nieuwe bosjes wier vormen.

## Leefgebied
Rotswier komt voor op stenen en rotsen in het intergetijdengebied en vlak daarboven: vaak als een dikke, groene mosbedekking onder grotere bruinwiersoorten.

## Verspreiding
Komt voor in Noord-West Europa en is zeer algemeen in Zeeland, langs de Hollandse kust en in de Waddenzee.